# Favor testamenti
Favor testamenti – reguła z zakresu prawa spadkowego, dotycząca wykładni testamentu. Oznacza ona, że w sytuacji, gdy testament można rozmaicie tłumaczyć (rozmaicie rozumieć), to wówczas należy przyjąć taką interpretację, która pozwala utrzymać w mocy rozrządzenia spadkodawcy (oraz nadać im rozsądną treść).